# Santa Cruz (Almodôvar)
Pour les articles homonymes, voir Santa Cruz.
Santa Cruz est une paroisse civile portugaise (en portugais : freguesia) de la municipalité d'Almodôvar dans le district de Beja.

## Géographie
Santa Cruz se trouve au sud-est de la municipalité d'Almodôvar. Située dans la région de l'Alentejo, elle est limitrophe de l'Algarve au sud.

## Démographie
Lors du recensement de 2021, Santa Cruz compte 483 habitants.